# 田间持水量

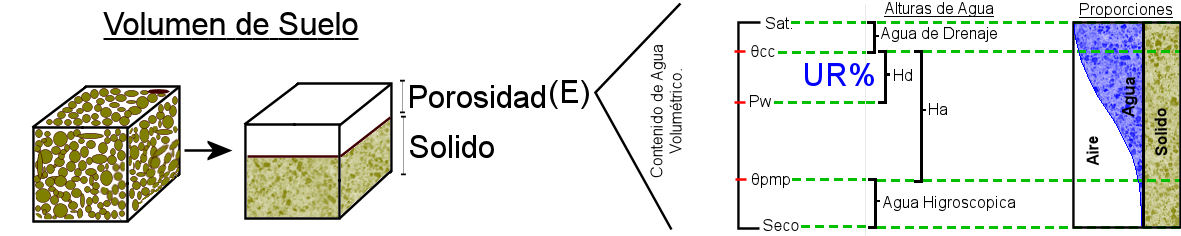
田间持水量是指当土壤中多余的水分下渗，水的下渗速率减小后，土壤中剩余含水量。

田间持水量（英語：field capacity）是指当土壤中多余的水分下渗，水的下渗速率减小后，土壤中剩余含水量。这种状态一般出现在匀质土壤降水或灌溉后的2到3天。田间持水量（θfc）的物理定义是液压水头（或吸水压力）在−33 J/kg（即−0.33 bar）下土壤中残留的体积含水量。该术语源自Israelson和West，Frank Veihmeyer和Arthur Hendrickson。
Veihmeyer和Hendrickson发现该物理量存在一定限制并指出，该物理量受太多因素的影响以至于它对于某一特定土壤来说根本不是一个常数，虽然它在测量土壤蓄水容量方面仍然是一个比较常用的指标。田间持水量是莱曼·布里格斯提出的水当量概念的改进。Veihmeyer和Hendrickson 提出这一概念旨在尝试改善1949年间加州农民水资源的利用效率。
田间持水量的测量方式是：在润湿土壤剖面后，盖住该剖面防止蒸发，然后再检测剖面中土壤湿度的变化。当土壤水含量改变速率变小后，此时的含水量一般被用来表示水分下渗完全停止时的水含量，此时的含水量称作田间持水量，也叫做排水上限（Drained upper limit，縮寫為DUL）。
Lorenzo A. Richards和Weaver发现-33 kPa（即-0.33 bar）的势能下土壤的含水量与田间持水量非常接近（对于砂土来说是-10 kPa）。

## 批判
田间持水量是静态的，而在野外，它取决于在水分重新分配以及流失之前初始的含水量以及润湿的深度。对于给定的土壤来说，这些条件都是可变的。

## 另请参阅
- 水势
- 有效水容量（英语：available water capacity）
- 内能
- 非限制性水范围（英语：Nonlimiting water range）
- 永久凋萎点
- 水分持留曲线
- 土壤转换函数（英语：pedotransfer function）